# أنتوني بلدسو
أنتوني بلدسو هو سياسي أمريكي، ولد في 1739 في مقاطعة كلبيبر في الولايات المتحدة، وتوفي في 20 يوليو 1788. انتخب عضو مجلس ولاية كارولاينا الشمالية ‏ وانتخب عضو مجلس ولاية تينيسي ‏.